# The Crazy World of Arthur Brown
The Crazy World Of Arthur Brown – brytyjski zespół psychodeliczny założony w 1967 roku przez Arthura Browna – wokal; rozwiązany w 1970 roku. W zespole grali też Drachen Theaker (później Carl Palmer) – perkusja i Vincent Crane – instrumenty klawiszowe. W 2000 roku formacja wznowiła działalność w nowym składzie.

## Dyskografia
- 1968: The Crazy World of Arthur Brown
- 1988: Strangelands
- 2000: Tantric Lover
- 2003: Vampire Suite
- 2007: Voice of Love